# Renault Type PM
Der Renault Type PM war ein Personenkraftwagenmodell der Zwischenkriegszeit von Renault. Er wurde auch 15 CV genannt.

## Beschreibung
Die nationale Zulassungsbehörde erteilte am 23. Februar 1927 seine Zulassung sowohl für dieses Modell als auch für den ähnlichen Type PM 1. Als Variante von Renault Type PG, Renault Type PK und Renault Type PL hatte das Modell weder Vorgänger noch Nachfolger. Der Type PM wurde 1927 eingestellt und der Type PM 1 1928.
Der wassergekühlte Sechszylindermotor mit 75 mm Bohrung und 120 mm Hub hatte 3181 cm³ Hubraum. Die Motorleistung wurde über eine Kardanwelle an die Hinterachse geleitet. 
Der Wendekreis war mit 11 Metern angegeben.

### Type PM
Die Höchstgeschwindigkeit war je nach Übersetzung mit 46 km/h bis 57 km/h angegeben. Das Fahrgestell wog 1100 kg. Louis Renault fuhr so ein Fahrzeug.

### Type PM 1
Die Höchstgeschwindigkeit betrug in Abhängigkeit von der Übersetzung zwischen 50 km/h und 60 km/h. Das Fahrgestell wog 1200 kg. Die Frau von Louis Renault fuhr so ein Fahrzeug.